# Joe Cottrill
William Cottrill, detto Joe (14 ottobre 1888 – 26 ottobre 1972), è stato un mezzofondista britannico.

## Palmarès
- Giochi olimpici

Stoccolma 1912: bronzo nei 3000 metri a squadre.